# Gélatinisation de l'amidon
 (juillet 2017).
Si vous disposez d'ouvrages ou d'articles de référence ou si vous connaissez des sites web de qualité traitant du thème abordé ici, merci de compléter l'article en donnant les références utiles à sa vérifiabilité et en les liant à la section « Notes et références ».

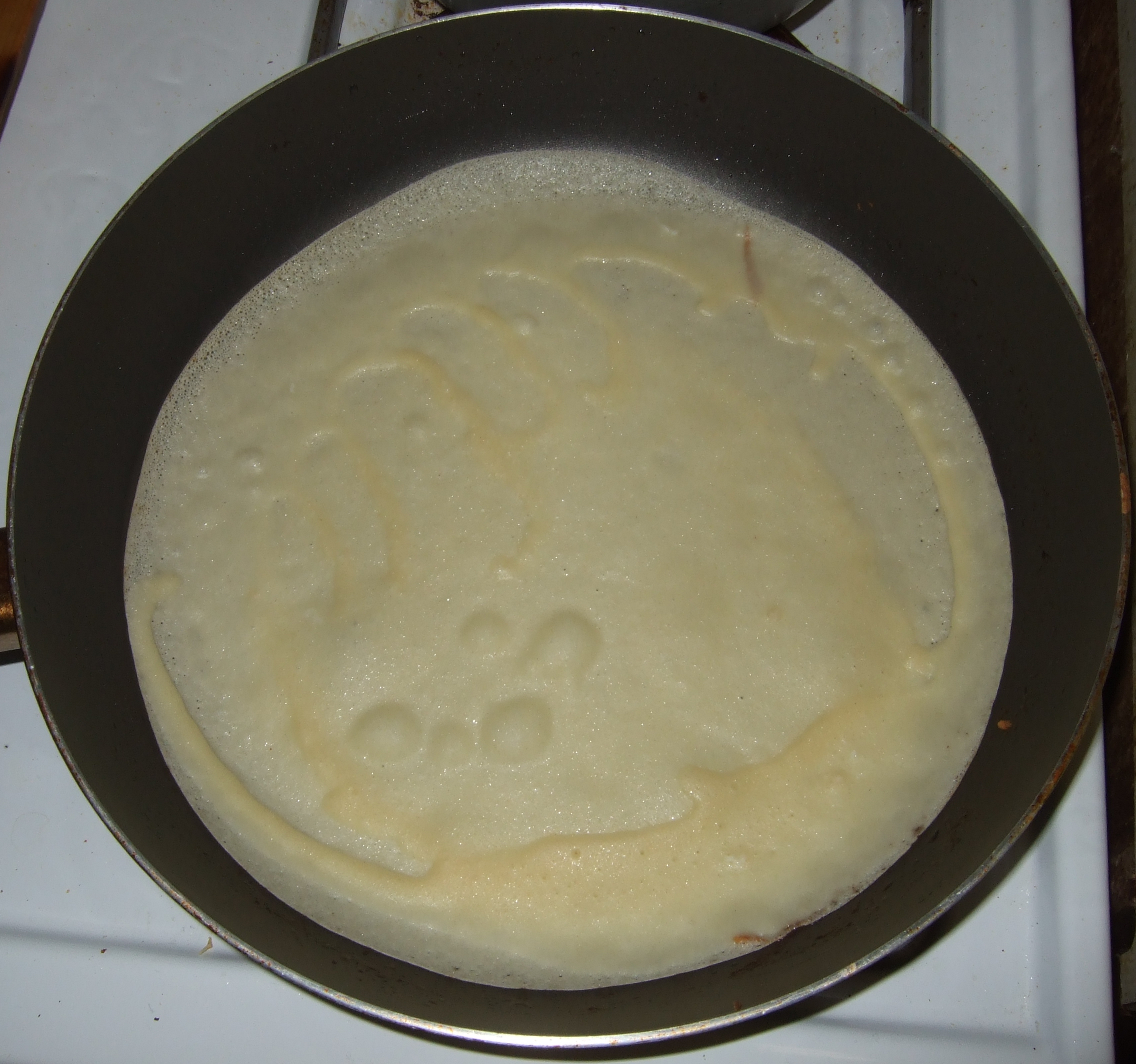
La deuxième face de la crêpe boursoufle à la cuisson : l'amidon empesé et la coagulation des protéines des œufs et du gluten forment un gel qui n'est pas perméable à la vapeur d'eau, d'où la formation de « cloques » (bulles de vapeur piégées sous la pâte).

La gélatinisation de l'amidon, appelée aussi empesage (formation d'empois d'amidon) est un processus physico-chimique qui consiste en l'hydrolyse des liaisons intermoléculaires de l'amidon en présence d'eau et de chaleur  permettant aux sites de liaisons hydrogène (groupes hydroxyle et oxo des deux macromolécules de l'amidon, l'amylose et l'amylopectine insolubles dans l'eau froide, d'où leur adaptation comme molécules de réserve dans les grains de céréales) de se lier aux molécules d'eau. Cette réaction irréversible qui se produit lors de la cuisson du gruau dissout les granules d'amidon dans l'eau. L'eau du moût agit comme un plastifiant et la gélatinisation permet l'attaque des enzymes sur l'amidon.
Le granule d'amidon est soumis à plusieurs processus lors de cette réaction : phénomène de sorption (pénétration des molécules d'eau dans le grain d'amidon natif insoluble et établissement des liaisons hydrogène provoquant un gonflement réversible), gonflement irréversible (jusqu'à 30 fois le volume des grains d'amidon) et solubilisation partielle du grain d'amidon à partir de la température de gélatinisation (fonction de la nature de l'amidon et de la taille des granules qui permet aux molécules d'eau de rompre les liaisons hydrogène inter-chaînes), perte de la structure semi-cristalline du granule à partir de 80°C (les chaînes d'amylose migrent à l'extérieur du grain par diffusion, l'espace ainsi libéré permet la fusion de la phase cristalline, ce qui désorganise les hélices formées par les chaînes d'amylopectine).
Après la gélatinisation, d'autres processus physico-chimiques se développent au cours du temps lors du refroidissement d'une dispersion d'amidon déstructuré : rétrogradation de l'amidon (en) (réorganisation des macromolécules, correspondant essentiellement à la recristallisation des chaînes d'amylose) et, lorsque la concentration en polymères est suffisante, gélification (formation d'un gel d'amidon).

## Applications
La gélatinisation de l'amidon est l'une des premières étapes communes à de nombreuses applications industrielles et domestiques  de l'amidon. Elle confère notamment les caractéristiques viscoélastiques de la pâte durant la cuisson.